# Yeokchon-dong
Yeokchon-dong (koreanska: 역촌동) är en stadsdel i stadsdistriktet Eunpyeong-gu i Sydkoreas huvudstad Seoul